# Agrostis patula
Agrostis patula é uma espécie de gramínea do gênero Agrostis, pertencente à família Poaceae.